# هارب من التجنيد (فلم)
هارب من التجنيد هو فيلم مصري من إخراج أحمد السبعاوي، وبطولة يونس شلبي، إيمان، منال السبعاوي، عماد محرم، محمد التوني، أحمد آدم، عثمان عبد المنعم وحجاج عبد العظيم، صدر الفيلم في 18 مايو 1992.

## نبذه
استغلالًا للشبه الكبير بينهما، ينتحل محمدين المجند الفقير شخصية ماجد الثري الهارب من مصحة الأمراض النفسية ولكنه يفاجأ برغبة عائلة ماجد في التخلص منه.

## طاقم العمل
| - يونس شلبي: ماجد المسلماني / محمدين الفللي - إيمان: سوزى - خالة ماجد - منال السبعاوي: شلبية محروس عوضين - عماد محرم: برعى الملط - محمود التوني: مدير مصحة الأمل - أحمد آدم: درديرى كاسكيته - إبن العمدة | - عثمان عبد المنعم: محمد الفللى - والد محمدين - حجاج عبد العظيم: المأذون - سيد حاتم: رقيب الشرطة - أحمد أبو عبية: العمدة - ثريا إبراهيم: والدة شلبية - نادية شمس الدين: صديقة - زوجة عم ماجد | - علية علي: والدة درديرى كاسكيته - حمدي إسماعيل: عبدالحميد عبدالبر - فاروق رمضان: شاويش المركز - زيزي فريد: حسنية - زوجة الفللى - رشاد فرج: مصطفى - تمرجى المصحة - أحمد العضل: السائق المسطول | - محمد أبو حشيش: شاويش الجيش - محمد الكيلاني: حارس الفيللا - سيد مصطفى: ضابط - محمد رمزي - عادل شريف: طفل - ريم محمد سعيد: طفلة |

## وصلات خارجية
- مقالات تستعمل روابط فنية بلا صلة مع ويكي بيانات